# Kraška griža
Kraška griža je gola kamnita pokrajina kraškega izvora. Nastala je verjetno že v predzgodovinskem času, ko si je pračlovek moral pridobivati rodovitno zemljo s požiganjem gozdov. Ko je iz površine izginilo rastlinstvo, se je pojavilo kraško delovanje, to je razjedanje apnenca s pomočjo vode, predvsem deževnice. prst je najprej počasi drsela med skalami in jih postopoma golila, nato se je skalovje samo začelo razjedati in drobiti. To naravno razkrajanje tal se imenuje denudacija.
V teku tisočletij je pokrajina dobila današnjo obliko. Kjer si človek ni prizadeval, da bi ohranil rodovitno zemljo za kmetijstvo in pašnike, je površje postalo skalnata pokrajina, ki jo pokriva grušč.
Rastlinsko življenje je na grižah zelo skromno. Kjer je bilo le malo zemlje, se je vsejal šaš in pozneje brin. Ostala kraška flora se počasi vrača v predele, ki jih skušajo prebivalci pogozditi, vendar je pogozdovanje kraških tal dolgo in težko delo. Na grižah pogozdovanje sploh nima uspeha, zato skušajo oblasti in prebivalci sami obnoviti rastlinstvo le na ozemlju, ki je bilo večkrat »trebljeno«, ne na grižah.
Kraševci imenujejo trebež sistematično pobiranje in odstranjevanje kamenja s tal. Včasih so to kamenje zbirali na mejnikih pašnikov in ograd, s čimer so tudi zaznamovali posamezne parcele in lastnine. Pri naslednjem trebežu, ko se ni več dalo nalagati kamnov na mejniške zidke, ki so obdajali vsako ped posestva, so kmetje enostavno zmetali kamenje na kup in tako so nastale gomile, prava odlagališča, ki so sicer zavzela kos parcele, a so omogočila vsaj delno pridobitev rodovitne zemlje.